# Associazione Calcio Palazzolo 2003-2004
Questa voce raccoglie le informazioni riguardanti l'Associazione Calcio Palazzolo nelle competizioni ufficiali della stagione  2003-2004.

## Rosa
| N. |                            | Ruolo | Calciatore            |
| -- | -------------------------- | ----- | --------------------- |
|    | Italia (bandiera)          | C     | Giorgio Arienti       |
|    | Italia (bandiera)          | A     | Roberto Barbieri      |
|    | Italia (bandiera)          | C     | Marco Belometti       |
|    | Italia (bandiera)          | A     | Gianluca Biava        |
|    | Italia (bandiera)          | D     | Roberto Bucchioni     |
|    | Italia (bandiera)          | C     | Sebastian Capoferri   |
|    | Italia (bandiera)          | A     | Roberto Chiaria       |
|    | Italia (bandiera)          | D     | Nicola Consoli        |
|    | Italia (bandiera)          | D     | Alessandro Cortinovis |
|    | Italia (bandiera)          | C     | Girolamo D'Alessandro |
|    | Italia (bandiera)          | C     | Federico Danesi       |
|    | Italia (bandiera)          | D     | Mario Donadoni        |
|    | Italia (bandiera)          | A     | Luca Dosi             |
|    | Rep. Dominicana (bandiera) | C     | Vinicio Espinal       |
|    | Italia (bandiera)          | C     | Francesco Faini       |
|    | Italia (bandiera)          | D     | Gabriele Fornoni      |
|    | Italia (bandiera)          | A     | Carmine Franzese      |

| N. |                   | Ruolo | Calciatore             |
| -- | ----------------- | ----- | ---------------------- |
|    | Italia (bandiera) | C     | Fabrizio Gonnella      |
|    | Italia (bandiera) | D     | Daniele Lancini        |
|    | Italia (bandiera) | C     | Ermanno Leoni          |
|    | Italia (bandiera) | C     | Ivan Massetti          |
|    | Italia (bandiera) | D     | Giacomo Mignani        |
|    | Italia (bandiera) | A     | Rocco Napoli           |
|    | Italia (bandiera) | A     | Manuel Persico         |
|    | Italia (bandiera) | C     | Pietro Picinali        |
|    | Italia (bandiera) | A     | Massimiliano Previtali |
|    | Italia (bandiera) | A     | Roberto Putelli        |
|    | Italia (bandiera) | D     | Maurizio Ragnoli       |
|    | Italia (bandiera) | D     | Valentino Rossoni      |
|    | Italia (bandiera) | P     | Francesco Russo        |
|    | Italia (bandiera) | C     | Fabio Spampati         |
|    | Italia (bandiera) | P     | Vittorio Suagher       |
|    | Italia (bandiera) | D     | Valentino Ubbiali      |